# Mezinárodní filmový festival Karlovy Vary 2025
Mezinárodní filmový festival Karlovy Vary 2025 se konal od 4. července do 12. července 2025.

## Ocenění
- Křišťálový glóbus: Raději zešílet v divočině (Česko, Slovensko, režie: Miro Remo)
- Zvláštní cena poroty: Bezpráví (Írán, režie: Soheil Beiraghi)
- Cena za režii: Vytautas Katkus, film Návštěvník (Litva, Norsko, Švédsko) – Nathan Ambrosioni, film Z lásky (Francie)
- Cena za ženský herecký výkon: Pia Tjelta, film Neříkej mi mami (Norsko)
- Cena za mužský herecký výkon: Àlex Brendemühl, film Až se z řeky stane moře (Španělsko)
- Křišťálový glóbus za mimořádný umělecký přínos světové kinematografii: Stellan Skarsgård
- Cena prezidenta za přínos české kinematografi: Jiří Brožek
- Cena prezidenta: Vicky Kriepsová, Dakota Johnsonová, Peter Sarsgaard